# Landtagswahl in der Steiermark 1981
- SPÖ: 24
- ÖVP: 30
- FPÖ: 2

Am 4. Oktober 1981 fanden Landtagswahlen in der Steiermark statt.
Die ÖVP gewann diese vorverlegte Neuwahl und konnte trotz leichten Stimmenverlusten die absolute Mehrheit halten, Josef Krainer junior (ÖVP) wurde zum Landeshauptmann gewählt.
Die ÖVP erreichte 50,9 % und damit 30 Mandate, die SPÖ gewann leicht und erhielt 42,7 % (24 Mandate). Die FPÖ verlor Stimmen und erreichte mit 5,1 % nur mehr zwei Mandate.
Die KPÖ verfehlte mit 1,34 % erneut den Einzug in den Landtag.

## Wahlergebnis
|                                         | Ergebnisse 1981 | Ergebnisse 1981 | Ergebnisse 1981 | Ergebnisse 1978 | Ergebnisse 1978 | Ergebnisse 1978 | Differenzen | Differenzen | Differenzen |
| --------------------------------------- | --------------- | --------------- | --------------- | --------------- | --------------- | --------------- | ----------- | ----------- | ----------- |
| Wahlberechtigte                         | 826.598         | 826.598         | 826.598         | 796.273         | 796.273         | 796.273         | + 30.325    | + 30.325    | + 30.325    |
|                                         | Stimmen         | %               | Mand.           | Stimmen         | %               | Mand.           | Stimmen     | %           | Mand.       |
| Abgegebene Stimmen                      | 775.006         | 93,76 %         | 56              | 754.136         | 94,71 %         | 56              | + 20.870    | - 0,95 %    |             |
| Ungültige Stimmen                       | 20.325          | 2,62 %          |                 | 13.233          | 1,75 %          |                 | + 7.092     | + 0,87 %    |             |
| Gültige Stimmen                         | 754.681         | 97,38 %         |                 | 740.903         | 98,25 %         |                 | + 13.778    | - 0,87 %    |             |
| Partei                                  |                 |                 |                 |                 |                 |                 |             |             |             |
| Österreichische Volkspartei (ÖVP)       | 384.048         | 50,89 %         | 30              | 384.905         | 51,95 %         | 30              | - 857       | - 1,06 %    | 0           |
| Sozialistische Partei Österreichs (SPÖ) | 322.416         | 42,72 %         | 24              | 298.560         | 40,30 %         | 23              | + 23856     | + 2,42 %    | + 1         |
| Freiheitliche Partei Österreichs (FPÖ)  | 38.135          | 5,05 %          | 2               | 47.562          | 6,42 %          | 3               | - 9.427     | - 1,37 %    | - 1         |
| Kommunistische Partei Österreichs (KPÖ) | 10.082          | 1,34 %          | 0               | 9.876           | 1,33 %          | 0               | + 206       | + 0,01 %    | 0           |